# Castillo de Bidache
El castillo de Bidache, también llamado castillo de Agramont, se encuentra en la villa de Bidache, en la Baja Navarra (departamento de los Pirineos Atlánticos). Destaca por sus establos abovedados, sus fachadas y los techos de sus pabellones. Fue declarado « monumento histórico » el 6 de mayo de 1942. Se halla hoy día en fase de restauración.

## Presentación
La primera mención del castillo ducal de Bidache de la familia de los señores de Agramont data de 1329, «cuando Arnaldo Guillem de Agramont renovó su homenaje al monarca navarro Felipe III. Conoció después numerosos episodios antes de arder en 1796.
Sólo tres grandes torres redondas al noroeste y al sur pertenecen al castillo medieval, destruido en 1523 por las tropas de Carlos I de España en venganza por la resistencia encontrada en Bayona, cuyo alcalde era Juan II, señor de Agramont. El castillo fue rápidamente reconstruido en estilo renacentista pero conservó el referente de los elementos defensivos medievales.
En el siglo XVII se confió al arquitecto Louis de Mihet, responsable de los trabajos de reconstrucción de las murallas de Bayona, la realización de unas importantes obras de estilo arquitectónico "Luis XIII", entonces de moda en la región parisina. La construcción de los jardines y de las terrazas data de aquella época.
Las últimas obras se realizaron a principios del siglo XVIII con la colocación de la monumental puerta de entrada con frontón triangular.
En 1793, se ordenó requisar el castillo y de sus dependencias en beneficio de la Nación y se instaló un hospital militar durante unos meses. El edificio se hallaba vacío cuando, la noche del 22 al 23 de febrero de 1796, fue devastado por un incendio.

## Historia

### Familia Agramont
Procede de los vizcondes de Dax; después se fusionó con los Guiche. Según parece, hacia 1190 Bruno de Agramont aceptó en partición la tierra de Bidache donde, sin duda, construyó el primer castillo. Jugando como sus vecinos, homenajes contradictorios y fidelidades sucesivas a los reyes de Navarra y a los reyes de Inglaterra, príncipes de Aquitania, aliándose astutamente, guerreando valientemente, los señores de Agramont eran ya una gran familia cuando entraron más tarde bajo la influencia de los reyes de Francia.

## Galería de imágenes

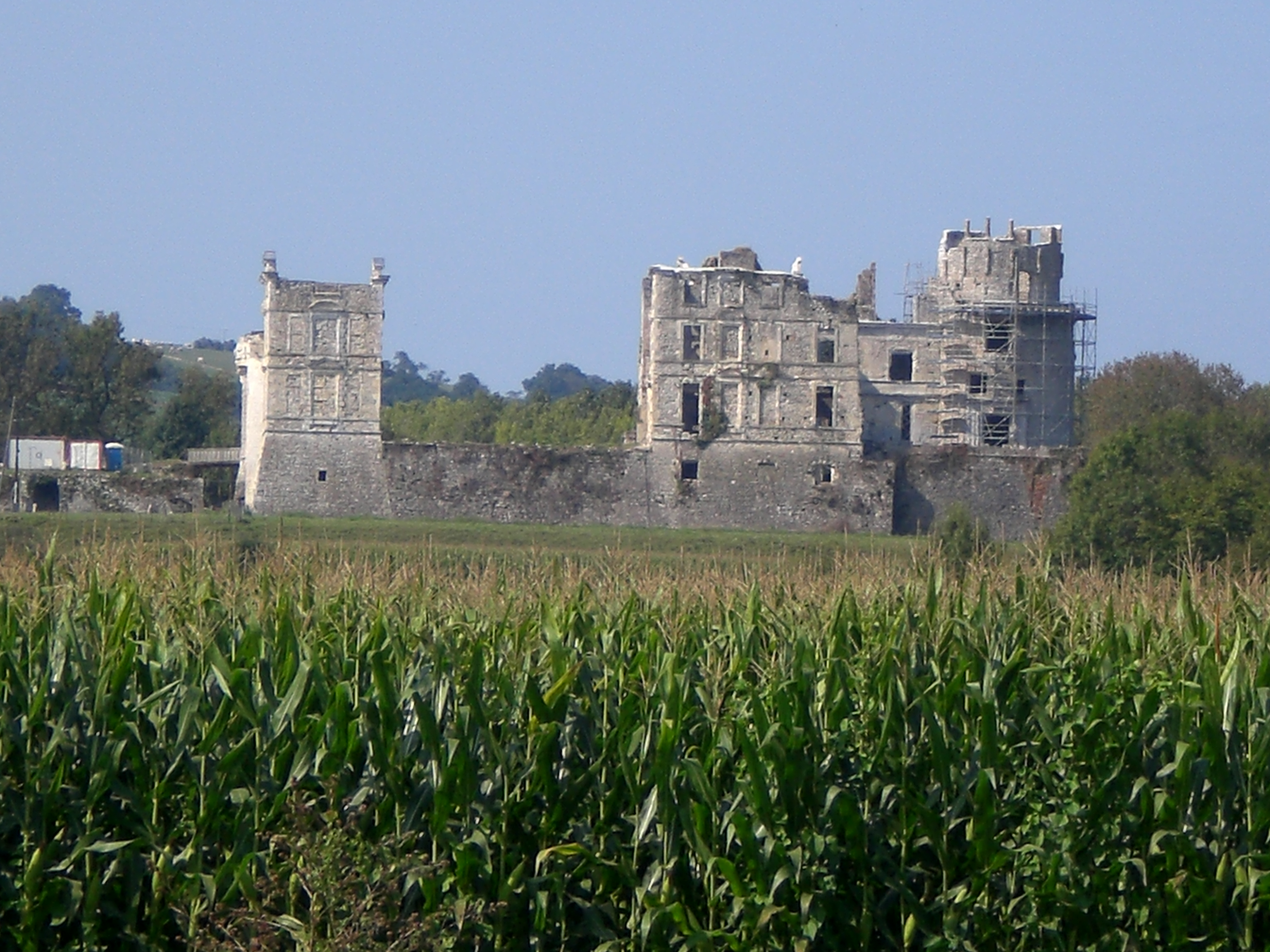
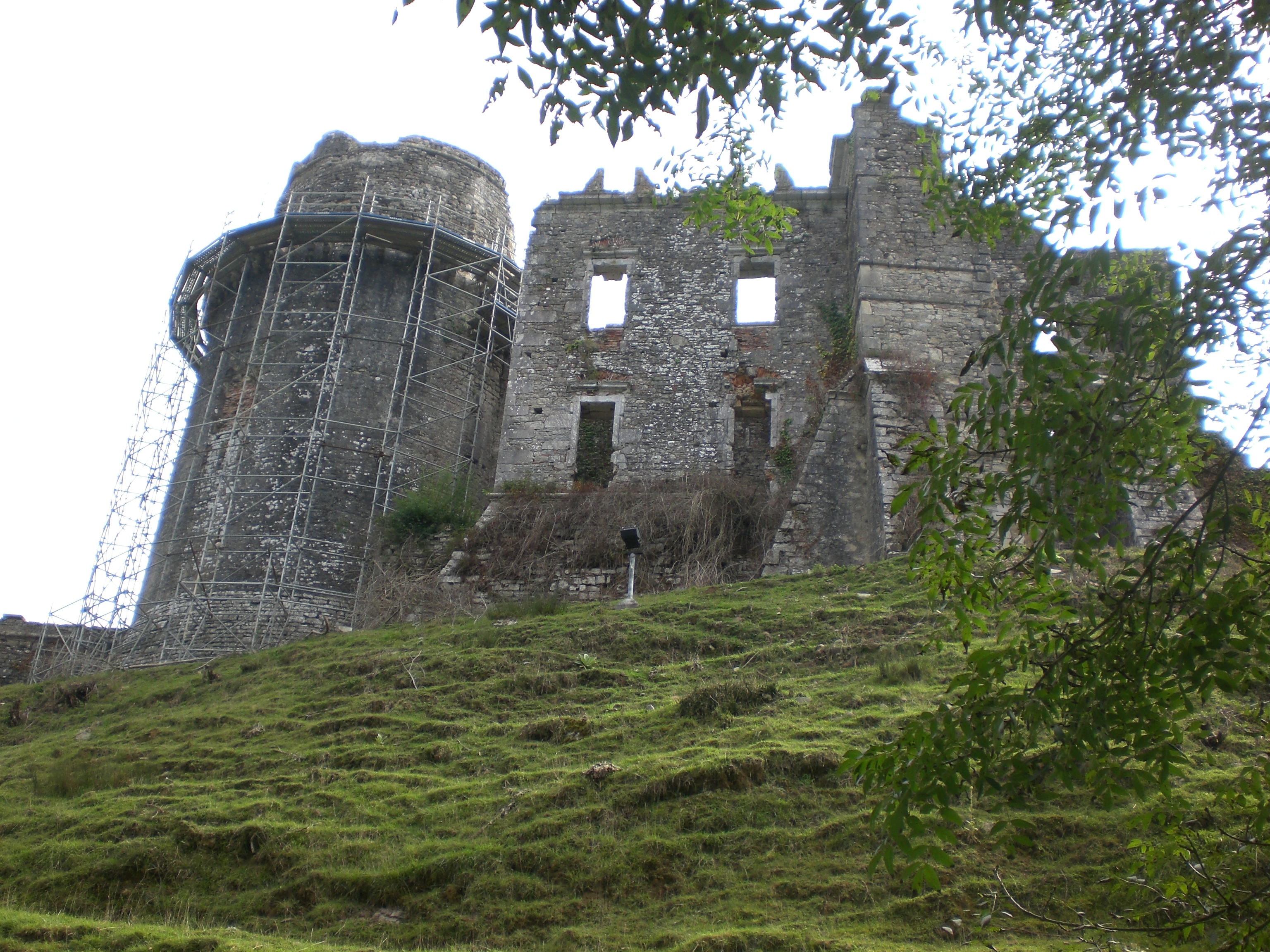
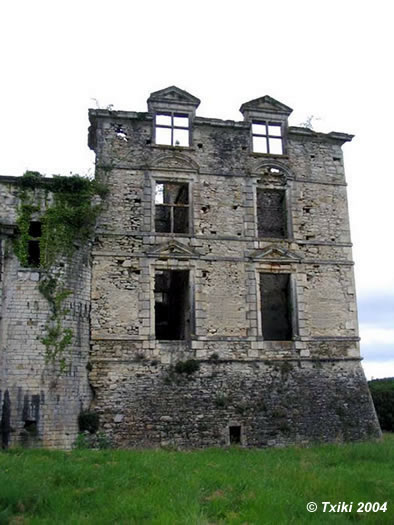